# Legió II Gallica
La Legió II Gallica va ser una legió romana creada abans del 35 aC, ja que en aquesta data els veterans de la legió es van establir a Arausio (l'actual Aurenja a la Provença). Després d'Octavià, el futur emperador romà, August, que va derrocar al seu rival Marc Emili Lèpid.
La legió va ser allistada a l'època de Gai Juli Cèsar al 48 aC formant part de les quatre legions consolars. Alguns elements iconogràfics de l'Arc del Triomf d'Aurenja suggereixen una possible identificació amb la Legió II Augusta.

## Elements històrics

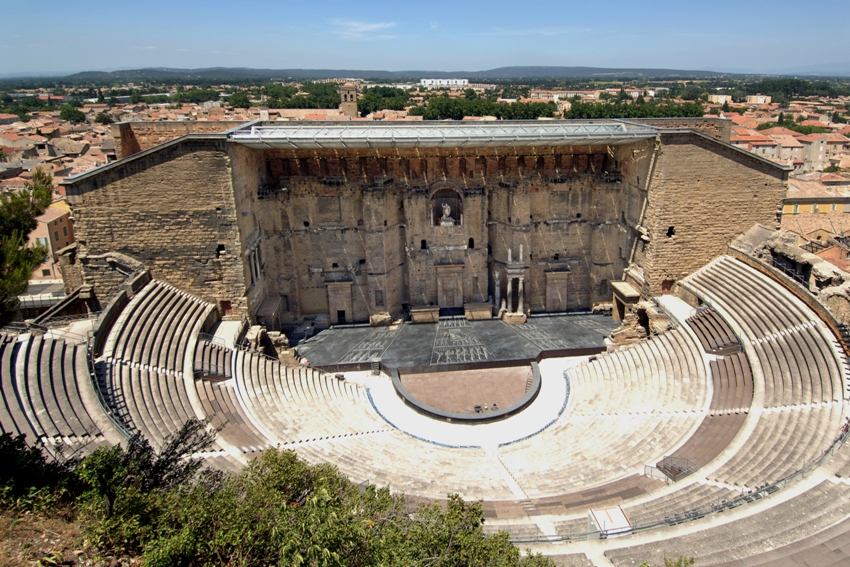
El Teatre romà d'Aurenja, una colònia romana que va ser poblada per veterans de la Legió Gallica

Tant l'existència com el nom d'aquesta legió es deriva de dos elements: 
- El nom de la colònia romana establerta a Arausio, Colònia Julia Signatura Secundanorum que suggereix una connexió amb els veterans de la segona legió.[3] El nom de la colònia es transmet per Plini el Vell, així com el nom en llatí[3]
- Una inscripció trobada el 1953 a Orange, que afegeix l'epítet "Gallica" en el que ja es coneix en termes de l'onomàstica i toponímia.[3]

La combinació de l'epítet amb el nom de la legió Gallica, suggereix el seu possible ús a la Gàl·lia, abans de la seva presa de possessió d'Arausio.